# Elimination Chamber (2023)
L'édition 2023 d'Elimination Chamber est un Premium Live Event de catch (lutte professionnelle) produite par la World Wrestling Entertainment (WWE), une fédération de catch américaine, qui est télédiffusée, visible en paiement à la séance, sur le WWE Network. L'évènement a eu lieu le 18 février 2023 au Centre Bell à Montréal au Canada. Il s'agit de la treizième édition d'Elimination Chamber, événement annuel qui, comme son nom l'indique, propose un Elimination Chamber match en tête d'affiche.

## Contexte
Les spectacles de la World Wrestling Entertainment (WWE) sont constitués de matchs aux résultats prédéterminés par les scénaristes de la WWE. Ces rencontres sont justifiées par des storylines – une rivalité avec un catcheur, la plupart du temps – ou par des qualifications survenues dans les shows de la WWE telles que Raw, SmackDown. Tous les catcheurs possèdent une gimmick, c'est-à-dire qu'ils incarnent un personnage gentil (Face) ou méchant (Heel), qui évolue au fil des rencontres. Un événement comme Elimination Chamber est donc un événement tournant pour les différentes storylines en cours,.

### Roman Reigns (c) contre Sami Zayn
Le 28 janvier au Royal Rumble, Roman Reigns a conservé son titre Universel incontesté en battant Kevin Owens. Mais après le combat, Sami Zayn effectue un Face Turn, car il trahit la Bloodline et frappe The Tribal Chief avec une chaise. Le 3 février à SmackDown, le Québécois révèle au Samoan ne lui avoir rien demandé quand il était dans son clan, mais cette fois-ci, il le défie pour son titre Universel incontesté au PLE, ce que celui-ci accepte.

### Edge et Beth Phoenix contre The Judgment Day
Le 8 octobre 2022 à Extreme Rules, Finn Bálor bat Edge dans un «I Quit» match et malgré la supplication du Hall of Famer, Rhea Ripley a porté un Con-Chair-To sur l'épouse du second, Beth Phoenix.
Le 28 janvier au Royal Rumble, The Rated-R Superstar fait son retour après presque 4 mois d'absence, entre dans le Men's Royal Rumble match en 24e position, élimine Damian Priest et l'Irlandais avant d'être lui-même éliminé par ces derniers. Le 6 février à Raw, Beth Phoenix et lui défient le duo mixte du Judgement Day (Finn Bálor et Rhea Ripley) pour un match au PLE, ce que le premier accepte.

### Brock Lesnar contre Bobby Lashley
Après une rivalité entre les deux hommes durant l'année de 2022, Bobby Lashley, entré en 13e position lors du Royal Rumble match maculin, élimine à la surprise générale, Brock Lesnar, lors du Royal Rumble.
Dans l'épisode de Raw du 6 février , Lesnar est apparu avec un contrat pour défier Lashley à un autre match à Elimination Chamber. Lashley est sorti et a déclaré qu'il donnerait une réponse à Lesnar plus tard après avoir examiné le contrat. Cela a incité Lesnar à attaquer Lashley avec deux F-5. Une signature de contrat pour le match a eu lieu la semaine suivante, et après que Lashley a exposé Lesnar, il a signé le contrat pour rendre le match officiel.

### Men's Elimination Chamber matchpour le titre des États-Unis
Le 30 janvier, il a été annoncé qu'Austin Theory défendrait le championnat des États-Unis dans un match d'Elimination Chamber, marquant la première fois que le titre serait disputé dans un elimination chamber match. Les matchs de qualification ont commencé lors de l'épisode de Raw de cette nuit-là, avec Seth "Freakin" Rollins, Johnny Gargano et Bronson Reed gagnant leur place dans le match en battant respectivement Chad Gable, Baron Corbin et Dolph Ziggler . Les deux derniers matches de qualification ont eu lieu lors de l'épisode de la semaine suivante, où Damian Priest et Montez Ford ont gagné leur place en battant Angelo Dawkins et Elias respectivement.

### Elimination chamber match féminin
Dans l'épisode de Raw du 30 janvier, Adam Pearce, responsable de la WWE, a annoncé qu'en raison du choix de la gagnante du match Royal Rumble féminin de se battre pour le championnat féminin de SmackDown à WrestleMania 39, la challenger de Bianca Belair pour le championnat féminin de Raw à WrestleMania serait déterminée par un match Elimination Chamber, composé de trois lutteurs de Raw et de SmackDown chacun. Les premières qualifiées ont été confirmées comme les quatre finalistes du match féminin Royal Rumble : Asuka et Nikki Cross de Raw et Liv Morgan et Raquel Rodriguez de SmackDown. Les cinquième et sixième places ont été décidées dans deux matchs fatal four-way. Le premier a eu lieu lors de l'épisode du 3 février de SmackDown, où Natalya a battu Shayna Baszler, Shotzi et Zelina Vega, tandis que le second a eu lieu lors de l'épisode du 6 février de Raw, où Carmella de retour a battu Candice LeRae, "Michin" (Mia Yim) et Piper Niven.

## Tableau des matchs
| Ordre par numéros                                                                         | Résultat                                                                                                 | Stipulation(s) | Temps |
| ----------------------------------------------------------------------------------------- | --- | --- | ----- |
| 1                                                                                         | Asuka bat Carmella, Raquel Rodriguez, Natalya, Liv Morgan et Nikki Cross                                 | Women's Elimination Chamber match La gagnante deviendra aspirante no 1 au WWE Raw Women's Championship à WrestleMania 39. | 19:30 |
| 2                                                                                         | Bobby Lashley bat Brock Lesnar par disqualification                                                      | Match simple | 4:45  |
| 3                                                                                         | Edge et Beth Phoenix battent The Judgment Day (Finn Bálor et Rhea Ripley) (avec Dominik Mysterio)        | Mixed Tag Team match | 13:50 |
| 4                                                                                         | Austin Theory (c) bat Seth "Freakin" Rollins, Montez Ford, Damian Priest, Johnny Gargano et Bronson Reed | Men's Elimination Chamber match pour le WWE United States Championship                                                    | 31:30 |
| 5                                                                                         | Roman Reigns (c) (avec Paul Heyman) bat Sami Zayn                                                        | Match simple pour l'Undisputed WWE Universal Championship                                                                 | 32:00 |
| La lettre C placée entre parenthèses désigne la personne ou l’équipe championne en titre. | | |       |

## Détails des Elimination Chamber matchs

### Pour déterminer l'aspirante
| Ordre d'élimination | Catcheuse        | Ordre d'entrée | Éliminée par      | Mouvement d'élimination                                                                           | Temps |
| ------------------- | ---------------- | -------------- | ----------------- | ------------------------------------------------------------------------------------------------- | ----- |
| 1                   | Nikki Cross      | 4              | Raquel Rodriguez  | Tombé à la suite d'un Drive à travers une cellule                                                 | 11:40 |
| 2                   | Liv Morgan       | 2              | Asuka et Natalya  | Soumission (Evanouissement) à la suite d'un Sharpshooter de Natalya et Kanagon d'Asuka en combiné | 16:40 |
| 3                   | Natalya          | 1              | Carmella          | Tombé à la suite d'un Superkick                                                                   | 17:25 |
| 4                   | Raquel Rodriguez | 3              | Asuka et Carmella | Tombé à la suite d'un Superkick                                                                   | 18:25 |
| 5                   | Carmella         | 5              | Asuka             | Soumission à la suite d'un Kanagon                                                                | 19:30 |
| Vainqueure          | Asuka            | 6              | N/A               | N/A                                                                                               | 19:30 |

### Pour le titre des États-Unis
| Ordre d'élimination | Catcheur               | Ordre d'entrée | Éliminé par   | Mouvement d'élimination                                                                          | Temps |
| ------------------- | ---------------------- | -------------- | ------------- | ------------------------------------------------------------------------------------------------ | ----- |
| 1                   | Bronson Reed           | 5              | Montez Ford   | Tombé à la suite d'un One Final Beat de Gargano, un Stomp de Rollins et un Frog Splash de Montez | 18:00 |
| 2                   | Johnny Gargano         | 1              | Damian Priest | Tombé à la suite d'un Razor's Edge                                                               | 23:05 |
| 3                   | Damian Priest          | 4              | Montez Ford   | Tombé à la suite d'un Blockbuster (avec Rollins)                                                 | 25:00 |
| 4                   | Montez Ford            | 6              | Austin Theory | Tombé à la suite d'un Stomp de Seth "Freakin" Rollins                                            | 27:45 |
| 5                   | Seth "Freakin" Rollins | 2              | Austin Theory | Tombé à la suite d'un Stomp de Logan Paul et un A-Town Down                                      | 31:30 |
| Vainqueur           | Austin Theory          | 3              | N/A           | N/A                                                                                              | 31:30 |